# Jeremy Chabriel
Jeremy Chabriel, né le 2 décembre 2001 à Toulouse, est un acteur français.
Il est notamment connu pour avoir tenu le rôle de Alexander dans le film Partisan.

## Biographie
Jeremy est né à Toulouse, mais vit actuellement à Kuala Lumpur (Malaisie).
Dès l'âge de deux ans, il a sillonné le monde avec ses parents et son frère aîné. Cette vie de globe-trotter lui a permis de découvrir une multitude de cultures.
Il est passionné de musique et joue du piano. Il envisageait de prendre des cours de théâtre quand sa famille a entendu parler du casting pour Partisan, et que lui a été offerte la chance d'auditionner et de jouer ce rôle.

## Filmographie
- 2015 : Partisan de Ariel Kleiman : Alexander